# Trudy Cozzio
Trudy Cozzio-Heuberger (* 1958; geboren als Trudy Heuberger) ist eine Schweizer Politikerin (Die Mitte, vormals CVP).

## Herkunft, Bildung, Familie
Trudy Cozzio besuchte das Lehrerseminar in Rorschach und arbeitete anschliessend einige Jahre in Dietfurt und Bütschwil als Lehrerin. Anschliessend zog sie nach St. Gallen. Schliesslich liess sie sich zur Heilpädagogin ausbilden. Cozzio heiratete sich in eine politisch sehr aktive Familie. Sie war bis zu dessen überraschendem Tod 2017 mit Nino Cozzio verheiratet, der unter anderem Kantonsrat und St. Galler Stadtrat war. Dem St. Galler Tagblatt sagte sie 2019, dass sie ihren Mann in die Politik eingeführt habe. Ihr Schwager ist der Kantonsrat Bruno Cozzio aus Henau.

## Politik
Trudy Cozzio war von 1996 bis 2007 Mitglied des St. Galler Stadtparlaments. Sie trat zurück, als ihr Mann in den Stadtrat gewählt wurde. 2020 wurde sie als Kandidatin der damaligen CVP für den St. Galler Stadtrat nominiert. Sie wurde nicht gewählt. 2022 rutschte sie für Seline Heim in den St. Galler Kantonsrat nach.